# John Walker (roer)
John Drummond Walker (4. januar 1891 – 22. juli 1952) var en skotsk roer som deltog i OL 1912 i Stockholm.
Walker vandt en sølvmedalje i roning under OL 1912 i Stockholm. Han var styrmand på den britisk otter som kom på en andenplads.  De andre på holdet var William Fison, William Parker, Thomas Gillespie, Beaufort Burdekin, Frederick Pitman, Arthur Wiggins, Charles Littlejohn og Robert Bourne. Mandskabet repræsenterede New College, Oxford.